# マシュー・リバティーク
マシュー・リバティーク（Matthew Libatique, 1968年7月19日 - ）は、フィリピン系アメリカ人の撮影技師、撮影監督。

## 主な作品

### 映画
- Protozoa （1993年） 短編
- "Grinders" （1996年）
- π Pi （1998年）
- レクイエム・フォー・ドリーム Requiem for a Dream （2000年）
- タイガーランド Tigerland （2000年）
- プッシーキャッツ Josie and the Pussycats （2001年）
- フォーン・ブース Phone Booth （2002年）
- ケイティ Abandon （2002年）
- ゴシカ Gothika （2003年）
- セレブの種 She Hate Me （2004年）
- 僕の大事なコレクション Everything Is Illuminated （2005年）
- インサイド・マン Inside Man （2006年）
- ファウンテン 永遠につづく愛 The Fountain （2006年）
- ナンバー23 The Number 23 （2007年）
- アイアンマン Iron Man （2008年）
- セントアンナの奇跡 Miracle at St. Anna （2008年）
- My Own Love Song （2010年）
- アイアンマン2 Iron Man 2 （2010年）
- ブラック・スワン Black Swan （2010年）
- カウボーイ & エイリアン Cowboys & Aliens （2011年）
- ルビー・スパークス Ruby Sparks (2012年)
- ノア 約束の舟 Noah (2013年)
- マザー! mother! (2017年)
- ヴェノム Venom (2018年)
- アリー/ スター誕生 A Star Is Born (2018年)
- ネイティブ・サン 〜アメリカの息子〜 Native Son (2019年)
- ハーレイ・クインの華麗なる覚醒 BIRDS OF PREY Birds of Prey (and the Fantabulous Emancipation of One Harley Quinn) (2020年)
- ザ・プロム The Prom (2020年)
- ザ・ホエール The Whale (2023年)
- マエストロ: その音楽と愛と Maestro (2023年)

### ミュージックビデオ
- トレイシー・チャップマン「Give Me One Reason」（1996年）、
- Keb' Mo'「More Than One Way Home」（1996年）
- ブライアン・マックナイト「Anytime」（1997年）
- ジェイ・Z「The City Is Mine」（1998年）
- イグジビット「What U See Is What U Get」（1998年）
- クランベリーズ「Just My Imagination」（1999年）
- モービー「Bodyrock」（1999年）
- ジェイ・Z「I'll Do Anything」（2000年）
- バッド・レリジョン「New American」（2000年）
- インキュバス「Stellar」（2000年）
- マッチボックス・トゥエンティ「Mad Season」（2001年）
- Jagged Edge「Goodbye」（2001年）
- Muscles「The Lake」（2008年）